# Peder Claussøn Friis

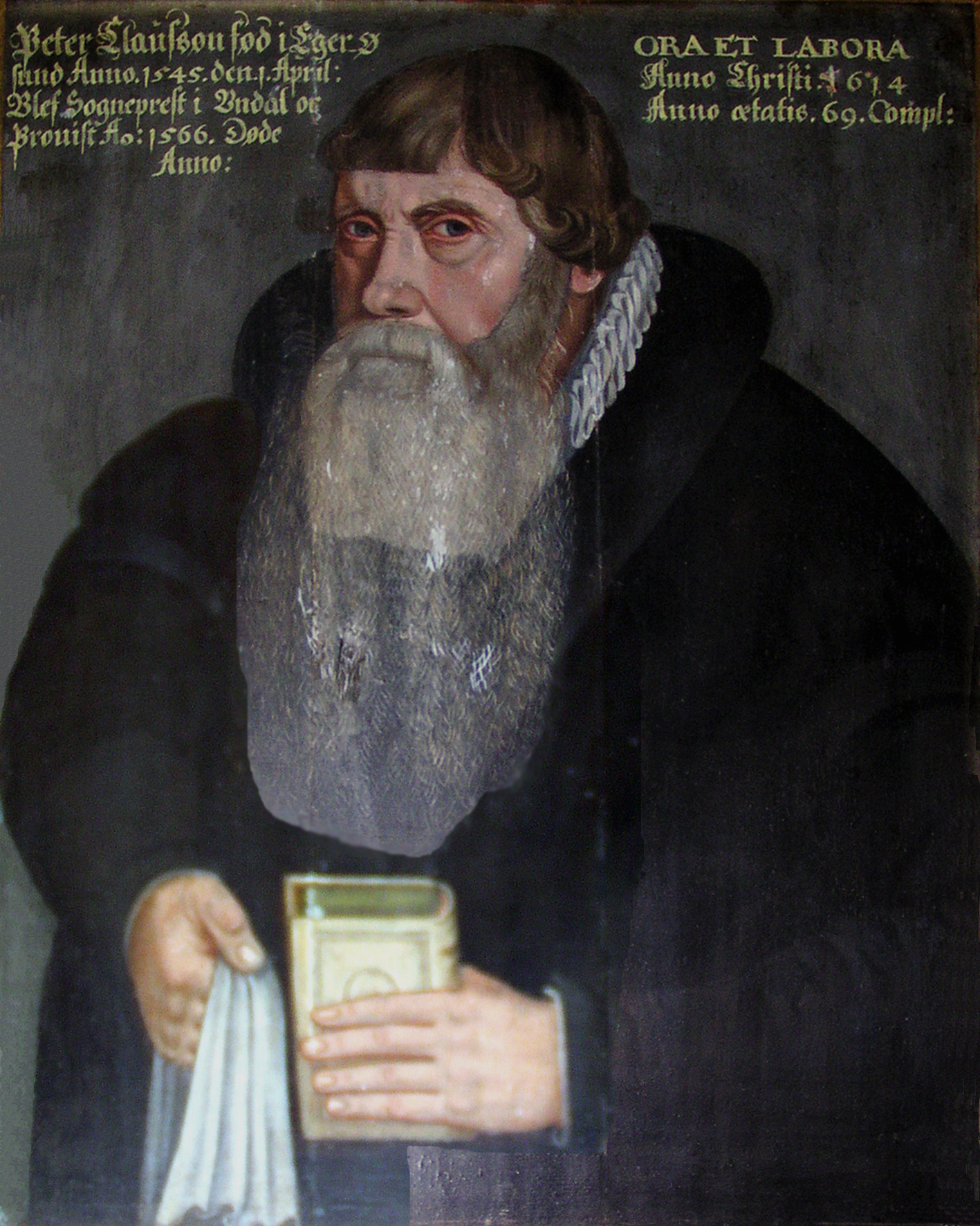
Peder Claussen Friis, Gemälde von Peter Reimers (?), um 1608, Valle Kirke, Lindesnes

Peder Claussøn Friis (statt Claussøn auch Clausson oder Clausen), auch Peder Clausson oder Peder Clausen (* 1. April 1545jul in Egersund (Rogaland); † 15. Oktober 1614greg in Valle in Sør-Audnedal (heute Lindesnes), Vest-Agder) war ein norwegischer Geistlicher und Humanist. Er war fast fünzig Jahre lang Pfarrer in Valle und Propst von Lista und ein verlässlicher Helfer seines Bischofs in den ersten Jahrzehnten der Reformation. Bekannt wurde er als Autor von Landesbeschreibungen Norwegens und als Übersetzer von isländischen Sagas und königlichen Gesetzestexten aus dem 13. Jahrhundert in das Norwegische seiner Zeit. Seine Übersetzung von Snorris Heimskringla wurde 1633 unter dem Titel Norske Kongers Chronica gedruckt. „Friis steht am Anfang einer kräftigen Renaissance der norwegischen Literatur im 17. Jahrhundert.“

## Leben

### Jugend
Peder Claussøn Friis war der Sohn von Claus (oder Nicolas) Torolvsson Friis († 1566). Der Name seines Großvaters, Torolv, kam im späten Mittelalter fast nur in Vest-Agder vor. Daraus hat man geschlossen, dass die Familie väterlicherseits aus dieser Region stammte. Peder Claussøn verwendete den Namen Friis nur gelegentlich; auch einzelne Quellen aus dem 19. Jahrhundert nennen ihn nur Clausson bzw. Clausen. Für die lateinischen Übersetzungen seiner Werke wurde sein Name zu Petrus Claudii (oder Nicolai) Frisius latinisiert. Manchmal wurde er in der Literatur Undalinus oder Undalensis genannt, ein Beiname mit Bezug auf Undal, wo er seit seiner Kindheit lebte.S. 632
Vater Claus war in Egersund wahrscheinlich Kaplan, aber einige Jahre nach Peders Geburt (um 1550) erhielt er die Stelle eines Pfarrers in Undal (heutiger Name: Sør-Audnedal).S. 629 Der Sohn erhielt eine „gute Ausbildung“ auf der Domschule Stavanger,S. 184 deren Rektor Jakob Matssøn ein Vertrauter des Bischofs war. „Die Tatsache, dass Jakob Matssøn in Peder einen guten Kandidaten für das Priesteramt sah, mag seine schnelle Karriere erklären.“

### Pfarrer und Propst
Peder Claussøn wirft die Heiligenstatue, Holzschnitt von Gustav Vigeland, 1931. Vigeland Museet

Link zum Bild

Mit 20 Jahren wurde Peder Claussøn Friis Kaplan unter seinem Vater. Ein Jahr später, 1566, nach dem Tod des Vaters, übernahm er dessen Amt als Pfarrer. Im selben Jahr wurde er zum Propst im Dekanat Lista gewählt. Beide Berufungen behielt er lebenslang, über fast 50 Jahre. „Es war eine seltene Vertrauensstellung, die dem jungen Mann damit zuteil wurde.“S. 184
Jørgen Erikssøn, der 1571 gewählte neue Bischof von Stavanger, lernte Friis bei seiner ersten Visitation kennen und „zeigte ebenfalls großes Vertrauen in Peder“. Er ernannte ihn 1575 zum Kanoniker, d. h. zum Mitglied des Domkapitels von Stavanger. 1590 wurde Friis Erzdiakon (erkediakon) und damit stellvertretender Vorsitzender des Kapitels.S. 629
Der Amtsbereich (Prestegjeld) des Pfarrers von Undal/Audnedal war groß und umfasste vier Kirchspiele (Sogn). Er selbst bewohnte den Pfarrhof
in Valle und bezog aus dieser Pfründe die Abgaben von sechs Bauernhöfen und 28 Häuslergrundstücken. Dazu erhielt er den Zehnt aus seinen vier Kirchspielen. Als Mitglied des Domkapitels bezog er zusätzliche Einkünfte und ab 1593 erhielt er „als Entschädigung für die Ausgaben, die ihm durch das Leben auf dem Land entstanden waren“ eine Dotation von zwei Kirchspielen.
Aber Peder Claussøn Friis hatte auch Ausgaben. Für die Betreuung der Kirchspiele beschäftigte er Hilfspriester, und ab etwa 1595 zur Unterstützung bei seinem literarischen Schaffen einen Schreiber. Die häufigen Reisen durch die große Gemeinde und das noch größere Dekanat und zum Domkapitel nach Stavanger waren kostspielig. Friis spendete auch mehrmals Geld für Bauarbeiten und Ausstattung der Kirche von Valle, so 1577 für den Wiederaufbau, 1591 für die Vergrößerung des Chors und einen goldenen Kelch, 1608 für ein neues Altarbild.

### Vertrauter des Bischofs

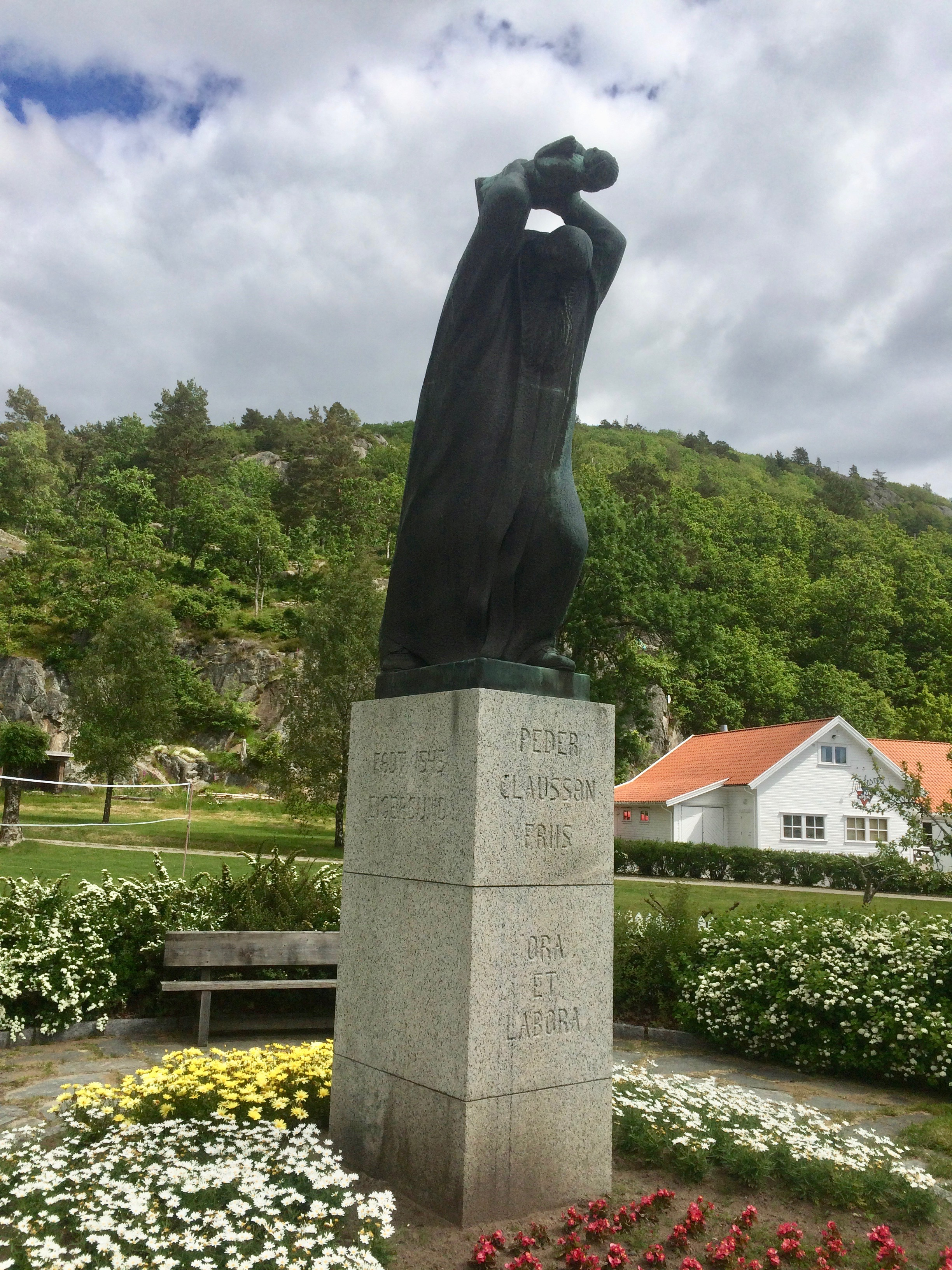
Gustav Vigelands Statue von Peder Claussøn Friis vor der Valle Kirke

Die ersten Jahrzehnte der Reformation waren für die neue Kirche eine Zeit des Aufbaus. Nicht nur die neuen Glaubensvorstellungen mussten eingeführt werden, auch die Besetzung und Finanzierung der lutherischen Staatskirche war eine Herausforderung. Peder Claussøn Friis war „ein treuer Diener für seine Vorgesetzten“ und eine Stütze seines Bischofs. 
Im katholischen Mittelalter war der Zehnt in vier Teile geteilt worden: je einer ging an die Pfarrkirche, den Pfarrer, den Bischof und die Gemeinde (zur Versorgung ihrer Armen). Mit der Reformation sollte der Zehnt in drei Teile geteilt werden, den Königszehnten, den Kirchenzehnten und den Priesterzehnten. „Aber nach so vielen Jahrhunderten der Praxis hielt das Volk an der alten Vierteilung fest. Sie teilten immer noch in vier Teile – und behielten nun den vierten Teil für sich.“S. 186 Der Streit um den Gemeindeanteil begann in Stavanger 1573 und wurde fast vierzig Jahre lang mit königlichen Briefen, herrschaftlichen Urteilen, Bekanntmachungen und Gerichtsverhandlungen ausgetragen, bis sich die neue Regelung durchsetzte.
Eine der Hauptfiguren in diesem Streit war Peder Claussøn. Er nahm im Juli 1576 am Herrentag in Skien teil und in den nächsten zwei Jahren zwang er seine eigenen Bauern zum Einlenken. Noch fünfzehn Jahre später, im Sommer 1592, musste er im bischöflichen Auftrag alle Pfarren in Nedenæs und Robygdelaget (= Aust-Agder) bereisen, und „mit den einfachen Leuten verhandeln, die er auch wirklich zur Unterwerfung brachte.“S. 629 Auch danach musste er immer wieder Überzeugungsarbeit leisten, auch in seinem eigenen Dekanat Lista.
Als Propst hatte Friis die Aufsicht über die Geistlichen seines Bezirks und „viele Schwierigkeiten mit den streitsüchtigen und losen Priestern.“S. 630 So verklagte er 1594 den Priester Jørgen Stork vor dem Domkapitel wegen Fehlverhaltens, Streitereien und unanständigem Verhalten. Stork wurde abgesetzt, später aber begnadigt. Nach seinem Tod übernahm sein Sohn Anders Jørgenssøn das Priesteramt. „Er war nicht besser als sein Vater und stritt sich auch ständig mit dem Kaplan Jakob Claussøn, was dazu führte, dass beide ihre Ämter verloren.“
Obwohl Friis immer wieder auch Konflikte mit seinen Bauern hatte (auch weil sie hartnäckig an ihren „abergläubischen“ katholischen Bräuchen festhielten), erwies er sich doch oft als Verteidiger ihrer Rechte gegen die weltliche Obrigkeit. Als 1602 Peder Grubbe der neue Lehnsherr von Lista wurde, erhöhte dieser die Abgaben und Dienstleistungen der Bauern deutlich. Die protestierenden Bauern wurden von Friis unterstützt. Grubbe reagierte darauf, indem er Friis 1604 vor den Herrentag in Bergen lud. Die Anklageschrift enthielt ausser dem Vorwurf, die Bauern aufgehetzt zu haben, auch verschiedene Beschwerden zu seiner Amtsführung. Das Urteil vom 9. Juli 1604S. 630 gab dem Ankläger „in einigen geringfügigen Formalitäten Recht, sprach Peder [Claussøn Friis] aber ansonsten vollständig frei.“ Dagegen fiel Grubbe in Ungnade und verlor am Ende des Rechenschaftsjahres all seine Lehen. 

### Nachkommen und Legenden

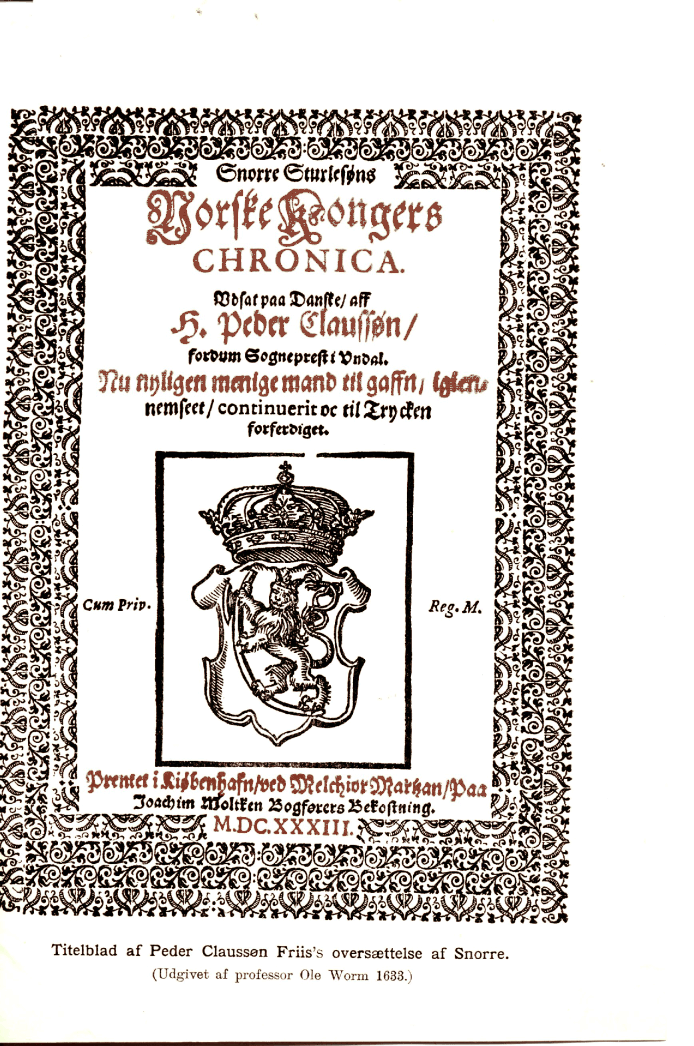
Snorre Sturlesøns Norske Kongers Chronica. Kopenhagen 1633

Peder Claussøn Friis starb in seinem 70. Lebensjahr in seinem Pfarrhaus. Sein zeitgenössisches Porträt hängt noch immer in der dazugehörigen Valle Kirke. Er hinterließ einen Sohn, Claus, der sein Nachfolger wurde († 1629, ohne Söhne),S. 630 und „mindestens zwei Töchter“, die wohlhabende Bauern aus der Umgebung heirateten und zahlreiche Nachkommen hatten.S. 189 Der Name von Friis‘ Frau (wie auch jener seiner Mutter) ist nicht bekannt.
Die Erinnerung an den tatkräftigen Mann, der fünfzig Jahre lang in seiner Umgebung eine herausragende Stellung innegehabt hatte, lebte in dörflichen Legenden (Bygdesagn) weiter, die bereits im 18. Jahrhundert aufgezeichnet, und von Ludwig Daae 1872 in dessen Sammlung Norske Bygdesagn aufgenommen wurden. Diese Geschichten „würdigen seine Gelehrsamkeit und seinen Witz, stellen ihn aber auch als jähzornig und lästig dar.“S. 630
Die Legenden, die Friis u. a. eines Totschlags an einem betrügerischen Pferdehändler bezichtigen, für den er wegen einer dem dänischen Kronprinz abgelisteten Begnadigung nicht zur Rechenschaft gezogen wurde,S. 112–114 sind im Detail natürlich unzuverlässig, passen aber zum Charakter des herrischen Kanonikers. Daae resümiert: „Og vist er det, at han var en rar Mand i sin Tid og er bleven navnkundig af Adskilligt.“ (Und es ist sicher, dass er zu seiner Zeit ein rarer Mann war und für viele Dinge berühmt geworden ist.)S. 115
Auch sein Kampf gegen die Heiligenverehrung, die im Volk noch weit verbreitet war, wurde Bestandteil der Legende. Friis soll alle Statuen aus seiner Kirche entfernt und in den Fluss Undalselven geworfen haben, von wo sie aufs Meer hinaus getrieben wurden. Ein fischender Bauer „war entsetzt, als er seine Heilige auf sich zutreiben sah, obwohl sie doch ‚aus Gold‘ war. Freudig nahm er das geliebte Bildnis aus dem Wasser und brachte es zu sich nach Hause, wo er es in aller Stille verehrte, bis der Pfarrer davon erfuhr und ihn dafür bestrafte.“S. 115
Gustav Vigeland, der ebenfalls in Sør-Audnedal geboren wurde, schilderte die Reinigung der Kirche von den Heiligen in einer lebensgroßen Bronzeskulptur, die er 1938 der Gemeinde schenkte und die seitdem vor der Valle Kirke aufgestellt ist.

## Literarisches Werk
Bleibende Bedeutung erzielte Peder Claussøn Friis durch sein schriftstellerisches Werk, das im Zusammenhang mit einer um 1500 in Bergen, Oslo und Stavanger entstandenen humanistischen Gemeinschaft entstand. Zu dieser gehörten Jakob Matssøn, Friis‘ Lehrer an der Domschule, der Bischof Jens Nilssøn und der Bergener Rechtsanwalt Jon Simonssøn († 1575). Simonssøn gab ihm (wahrscheinlich) Unterricht in Altnordisch und versorgte ihn mit Schriftquellen und topografischen Informationen vor allem über Trøndelag und Nordnorwegen sowie über Island (das er 1553 besucht hatte). „In Bergen gab es gute Sagahandschriften, die wir in den Quellen von Peder Claussøn wiedererkennen können. Es ist wahrscheinlich, dass Jon die Manuskripte studierte und Auszüge und Notizen schrieb […]; Peder könnte diese Notizen übernommen haben.“
Friis‘ Schriften entstanden im Wesentlichen in den letzten zwanzig Jahren seines Lebens. Er hatte schon früher über viele Jahre hinweg Notizen gesammelt, die er in seinen späteren Werken verwendete. An kleinen Schriften verfasste er Beschreibungen Islands (1580), der Färöer (1592) und Grönlands (1596). Geistliche Schriften von ihm gab es nur wenige. Erhalten geblieben ist die Abhandlung Om Tienden paa Agdesiden (Über den Zehnten in Agder), während Enfoldig Forklaring over Fader vor (Erklärung des Vaterunsers) verschollen ist.S. 631

### Landsloven

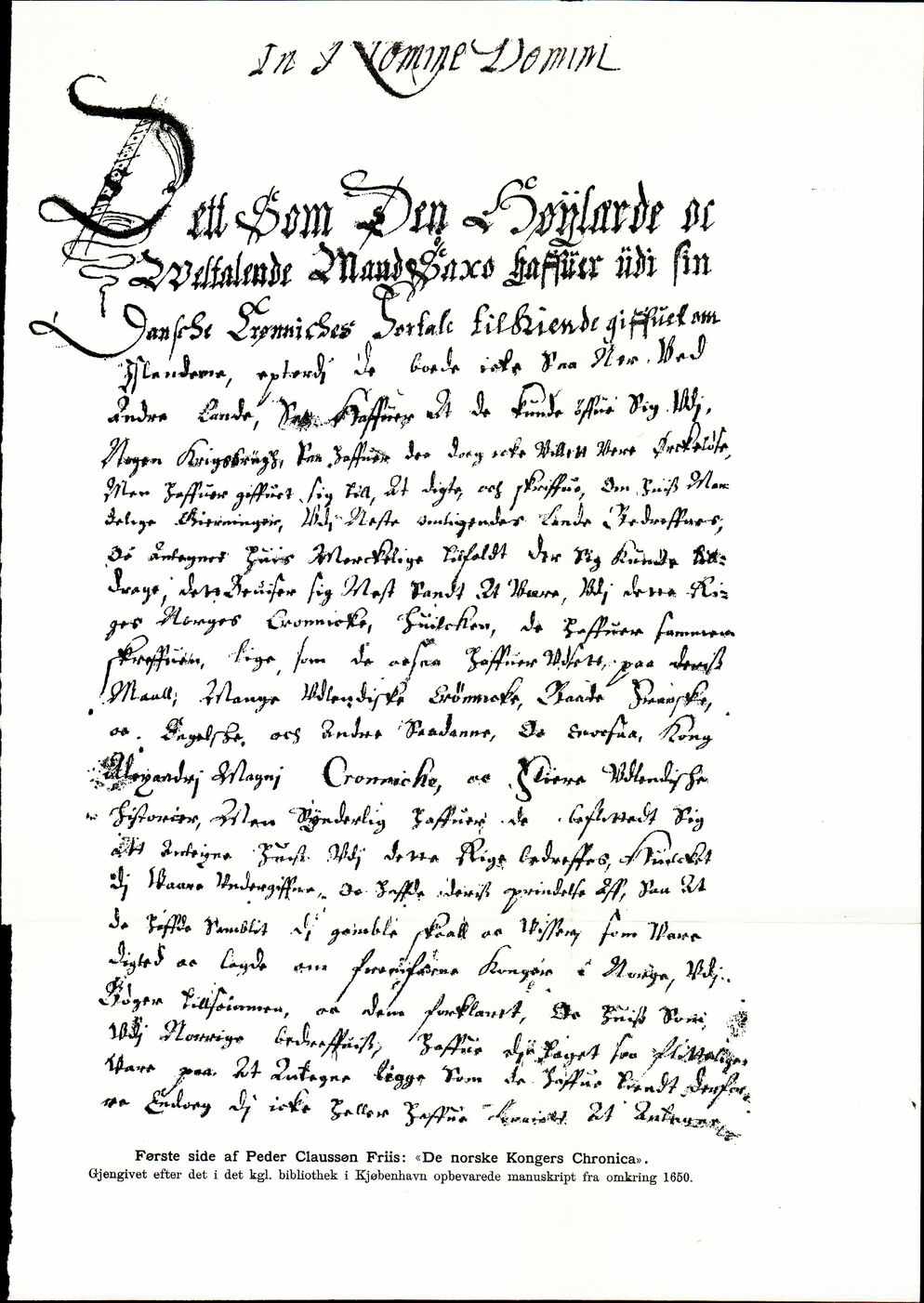
De norske Kongers Chronica. Manuskript, 1650, Kgl. Bibliothek Kopenhagen

Seine erste große Arbeit war ein Auftragswerk. 1595 wurde er vom Statthalter Axel Gyldenstierne (1542–1603) aufgefordert, die königlichen Gesetze aus dem Altnordischen in das gegenwärtige Dänische zu übersetzen. Dies betraf das Landslov (Landrecht) des Königs Magnus Lagabøte von 1274 und dessen, Retterbøter genannte, spätere Zusätze. Nach zwei Jahren brach Friis die fast abgeschlossene Übersetzungsarbeit ab, da der Plan des Statthalters, die geltenden Gesetze in einer amtlichen Ausgabe neu zu veröffentlichen, aufgegeben werden musste.
Das alte Landrecht, in der Sprache des 13. Jahrhunderts verfasst, galt nach der Vereinigung Norwegens mit Dänemark weiterhin, und die Gesetze mussten in dieser bereits schwer verständlich gewordenen Sprache gelesen werden, wenn rechtliche Regelungen umgesetzt werden sollten. Die norwegischen Juristen wurden zu Hütern der nordischen Rechtssprache, während sich die gesprochene Sprache weiterentwickelte. „In der Zeit kurz vor der Reformation müssen die Gesetze für alle außer einer kleinen Gruppe von Experten unverständlich gewesen sein. Als dänische Beamte nach der Reformation mehr Positionen in der staatlichen Verwaltung übernahmen, […] entstand die Notwendigkeit, die Gesetze zu übersetzen.“
Der Osloer Jurist Anders Sæbjørnsson legte 1536 die erste Übersetzung des Landsloven vor, die recht verbreitet war, aber als so unzuverlässig galt, „dass viele Juristen weiterhin auf die nordische Fassung zurückgriffen.“ Ab den 1570er Jahren erschienen weitere Übersetzungen, auch von anderen Gesetzestexten. „Alles in allem war die Tätigkeit rund um die mittelalterlichen Gesetze weitaus umfangreicher als die verstreuten Übersetzungen von Sagatexten aus derselben Zeit.“ Peder Claussøn Friis konnte also auf Vorarbeiten zurückgreifen, jedoch gilt seine Übersetzung „als eine der besten, die je angefertigt wurde.“ Sie hatte leider keinen Einfluss auf das 1604 von Christian IV. erlassene Norske Lov, mit dem das alte Landrecht durch eine Neufassung in modernem Dänisch abgelöst wurde.

### Norske Kongers Chronica
1599 erhielt Friis vom Statthalter einen neuen Auftrag, die Übersetzung der norwegischen Königssagas, von der Ynglingasaga bis einschließlich der Saga von Håkon Håkonsson († 1263). Die ältesten Sagas, bis 1177, entnahm er hauptsächlich der Heimskringla des Snorri Sturluson. Die Saga von Håkon Håkonsson und vom Bürgerkrieg der Birkebeiner und Bagler übersetzte er aus zwei anderen, inzwischen verlorenen, Manuskripten. Die bereits von Mattis Størssøn übersetzte und 1594 gedruckte Sverris saga fügte er seinem Werk hinzu.
Dieses wurde erst nach seinem Tod, unter dem Titel Snorre Sturlesøns Norske Kongers Chronica, 1633 in Kopenhagen gedruckt. Der Herausgeber Ole Worm fügte ein Vorwort, einen Nachtrag für den Zeitraum 1263–1387 „und verschiedene weniger glückliche Ergänzungen“ hinzu.S. 632 1757 erschien eine überarbeitete Neuauflage.
Peder Claussøns Übersetzung – eigentlich eine freie Bearbeitung – überzeugte die Leser durch seine „starke, prägnante Sprache - zwar in Dänisch, aber mit einer starken norwegischen Färbung und vielen guten alten Wörtern.“ Sie „begründete oder erneuerte zumindest Snorri Sturlasons Ruf als Geschichtsschreiber; sie gab Norwegen eine kohärente und lesbare Darstellung seiner antiken und mittelalterlichen Geschichte.“S. 632 Sie spielte im 18. Jahrhundert in der nationalen Geschichtsschreibung von Gerhard Schøning eine wichtige Rolle und war die maßgebliche Leseausgabe der Königssagas bis zur Neuübersetzung durch Jacob Aall 1839.

### Landesbeschreibungen

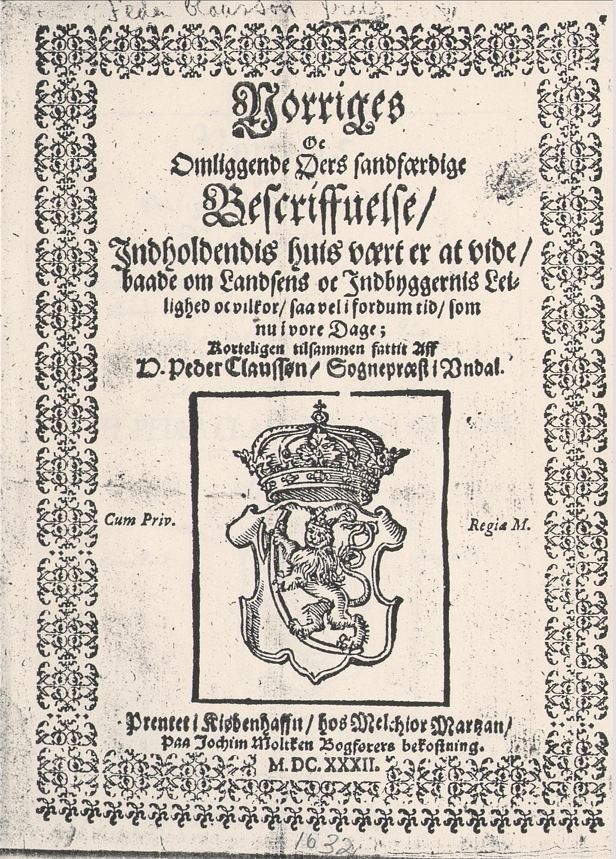
Norriges Oc Omliggende Øers sandfærdige Bescriffuelse. Kopenhagen 1632

Topographisch-historische Landesbeschreibung war ein beliebtes Genre der humanistischen Literatur. Die Werke über die Geschichte, Umwelt und Lebensbedingungen einzelner Völker waren im 17. und 18. Jahrhundert besonders beliebt. Vorbild und Maßstab war Olaus Magnus, dessen Ethnographie Historia de gentibus septentrionalibus (Rom 1555) und außergewöhnliche Landkarte Carta marina (Venedig 1539) „über Jahrhunderte das Bild der nordeuropäischen Gebiete im Ausland prägten.“
1599 stellte Friis das Buch Om Diur, Fiske, Fugle oc Trær udi Norrig fertig, das Kapitel über Tiere, Fische, Vögel, Wälder und Bäume Norwegens enthielt. Wahrscheinlich gab es auch ein Kapitel über Blumen, das aber vorloren ist. Es gibt Hinweise darauf, dass das Werk teilweise auf älteren Notizen und auf Informationen von Jon Simonssøn beruht. 
En kort Extract af de norske Kongers Chronica beschreibt die Provinzen Norwegens und gibt einen Abriss der norwegischen Geschichte bis 1387. Es schöpft aus mehreren Quellen, für den Zeitraum bis 1263 aus Friis‘ eigener Heimskringla-Übersetzung.
1608 begann Peder Claussøn die Beschreibung des Stiftamts Stavanger (Stavanger Stifts Beskrivelse), wahrscheinlich in Zusammenarbeit mit dem Bischof Laurits Scavenius, der bei seinen Visitationen Material für eine Karte der Diözese sammelte.

### Norriges Bescriffuelse
Peder Claussøns größtes und erfolgreichstes topographisches Werk ist Norriges Oc Omliggende Øers sandfærdige Bescriffuelse. Es wurde 1613 nach jahrelangen Vorarbeiten fertiggestellt und 1632 veröffentlicht, ebenfalls von Ole Worm. Hundert Jahre später, 1727, erschien eine Neuauflage. Die deutsche Übersetzung von Christopher Steinkühl, 1685 in Kopenhagen gedruckt, trägt den Titel Topographia Norwegiae. Das ist Eigenliche Beschreibung des Königreichs Norwegen …
Die Landesbeschreibung geht auf den Namen Norwegen, die ersten Siedlungen, die Grenzen des Landes und die Einteilung in Ämter ein. Danach werden die einzelnen Provinzen besprochen: Gebiet, Bevölkerung, Städte, Tier- und Pflanzenwelt, Handwerk und Geschichte. An mehreren Stellen stellt Friis Vermutungen über die Etymologie einzelner Namen an. So erklärt er Oslo (nach heutigem Wissen unzutreffend) als Abkömmling von Loelvens os.
Die Schilderung ist „lebendig und farbenfroh“ und stützt sich „sowohl auf Studien und persönliche Beobachtungen als auch auf legendäre Erzählungen. […] Es gibt Legenden über die Wildheit der Telemärker wie auch der Finnen.“ Ein Abschnitt über die Samen, der ihre Lebensweise und ihre religiösen Vorstellungen beschreibt, ist noch immer von besonderem Interesse.

### Posthume Veröffentlichungen

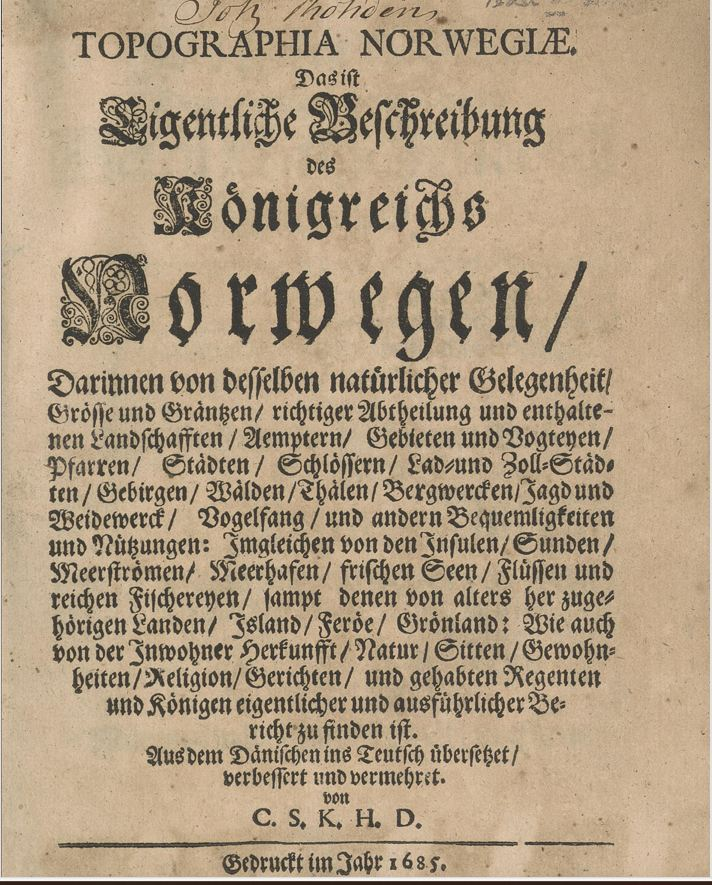
Topographia Norwegiae. Das ist Eigentliche Beschreibung des Königreichs Norwegen. Kopenhagen 1685

Keine der Schriften von Peder Claussøn Friis wurde zu seinen Lebzeiten gedruckt. „Zwar sorgte er für ihre Verbreitung, indem er sie sorgfältig abschreiben ließ und Kopien an Gönner verteilte, aber es gibt keine Hinweise darauf, dass er versuchte, sie drucken zu lassen.“S. 631
Die Ausgaben Ole Worms 1632 bzw. 1633 „waren lange Zeit die wichtigsten Werke über die Geographie und Geschichte Norwegens und seiner Nachbarländer.“ Die Beschreibung wurde auch ins Lateinische übersetzt „und ihre Informationen wurden in die geographischen Handbücher und die niederländischen Atlanten aufgenommen.“S. 632
1881 veröffentlichte Gustav Storm die Samlede Skrifter (Gesammelten Schriften) von Peder Claussøn, denen er mit Om Peder Claussøn Friis og hans Skrifter eine Lebensbeschreibung des Autors voranstellte. Schon zuvor hatten Andreas Faye (1859) und Ludwig Daae (1872) biografische Artikel über Peder Claussøn Friis verfasst.

## Veröffentlichungen (Auswahl)
- Norriges Oc Omliggende Øers sandfærdige Bescriffuelse. Indholdendis huis vært er at vide, baade om Landsens oc Indbyggernis Leilighed oc vilkor, saa vel i fordum tid, som nu i vore Dage. Hrsg. Joachim Moltke. Prentet i […] hos Melchior Martzan. Paa Jochim Moltken Bogførers Bekostning, Kiøbenhaffn 1632 (Digitale Version).
  - Norriges og omliggende Øers sandfærdige Beskrivelse. Indholdendis Hvis værd er at vide, Baade om Landets og Indbyggernis Leylighed og Vilkor. Trykt udi Hans Kongel. Mayests. Priviligerede Bogtrykkerie, Kiøbenhavn 1727 (Digitale Version).
  - Deutsche Übersetzung: Topographia Norwegiae. Das ist Eigentliche Beschreibung des Königreichs Norwegen, Darinnen von desselben natürlicher Gelegenheit, Grösse und Gräntzen, richtiger Abtheilung und enthaltenen Landschafften, Aemptern, Gebieten und Vogteyen, Pfarren, Städten, Schlössern, Lad- und Zoll-Städten, Gebirgen, Wälden, Thälen, Bergwercken, Jagd und Weidewerck, Vogelfang, und andern Bequemligkeiten und Nützungen: Imgleichen von den Insulen, Sunden, Meerströmen, Meerhafen, frischen Seen, Flüssen und reichen Fischereyen, sampt denen von alters her zugehörigen Landen, Island, Feröe, Grönland: Wie auch von der Inwohner Herkunfft, Natur, Sitten, Gewohnheiten, Religion, Gerichten, und gehabten Regenten und Königen eigentlicher und ausführlicher Bericht zu finden ist. Übersetzt von Christopher Steinkühl. Kiøbenhavn, 1685 (Digitale Version).
- Snorri Sturluson: Snorre Sturlesøns Norske Kongers Chronica. Orig.: Heimskringla. Hrsg. Ole Worm, Joachim Moltke. Prentet i […] ved Melchior Martzan, Paa Joachim Moltkens Bogførers Bekostning, Kiøbenhafn 1633 (Digitale Version).
  - Snorre Sturlesens Norske Kongers Krønike. Trykt og bekostet af Andreas Hartvig Godiche, boende i Skinder-Gaden, næst ved vor Frue-Skole, og fines hos hannem tilkiøbs, Kiøbenhavn 1757 (Digitale Version).
- Samlede Skrifter. Hrsg. Gustav Storm. Trykt hos A. W. Brøgger, Kristiania 1881 (Digitale Version).